# 李學道
李學道（1532年—1577年），字汝致，號愛泉，浙江金華府東陽縣人，民籍，明朝政治人物。出身瀫溪李氏四本堂。

## 生平
嘉靖四十年（1561年）辛酉科浙江鄉試第二十六名舉人，嘉靖四十一年（1562年）聯捷第三甲第四十名進士，曾官直隸丹陽縣知縣，丁憂去官，擢御史，因巡部時常穿草鞋，有“草鞋御史”的美名。曾有小宦官因事辱骂学道，道笞之，群璫捽御史于午门外，左都御史王廷列其状以闻，戍其首恶，馀充南京静军。以此贬庐州府推官，歷升南兵部车驾主事、职方郎中，出为順德知府，未任丁母憂，服除后起補青州府知府，萬曆五年卒于任，年四十七。

## 家族
曾祖李密；祖父李瓊；父李思明，母盧氏。重庆下。